# Président de la république du Yémen
Le président de la république du Yémen est le chef de l'État yéménite et le commandant suprême des Forces armées yéménites.
Dans le contexte de la guerre civile yéménite, le poste est vacant. Le président du Conseil de direction présidentiel, reconnu internationalement et contrôlant le sud du pays, exerce les pouvoirs présidentiels durant la période de transition. Selon le point de vue des Houthis, qui contrôlent le nord du pays, le titre du chef de l'État est président du Conseil politique suprême.
Jusqu'en 1990, le Yémen était divisé en deux États.
Au Yémen du Nord, dont le nom officiel en forme longue était : République arabe du Yémen (1962-1990), le premier président est Abdullah as-Sallal, au pouvoir de 1962 à 1967. En 1967, Abdul Rahman el-Iriani le renverse et reste au pouvoir jusqu'en 1974, lorsqu'il est lui-même renversé par Ibrahim al-Hamdi. Celui-ci est assassiné en 1977 et Ahmed al-Ghachmi lui succède. À son tour, celui-ci est assassiné en 1978 puis remplacé par Abdul Karim Abdullah al-Arachi pour quelques mois. Enfin, Ali Abdallah Saleh accède au pouvoir la même année puis devient président du Yémen unifié en 1990.
Au Yémen du Sud, dont les noms officiels en forme longue ont été : République populaire du Yémen du Sud (1967-1969) puis République démocratique et populaire du Yémen (1969-1990), l'unique président a été Qahtan as-Chaabi de 1967 à 1969. Lorsqu'il est renversé en 1969, un Conseil présidentiel prend le pouvoir jusqu'en 1979, année de la mise en place du Conseil suprême du peuple dont le dernier président est Haider Aboubaker al-Attas.
Le 22 mai 1990, le Yémen est unifié et Ali Abdallah Saleh, président du Yémen du Nord, devient président du nouvel État jusqu'en 2012, après la révolution yéménite. Il est d'abord président d'un Conseil présidentiel de 1990 à 1994. Son vice-président, Abdrabbo Mansour Hadi lui succède pour un mandat provisoire de deux ans, prorogé de un an en février 2014. Quelques jours avant la fin de son mandat, Hadi présente sa démission après la prise de son palais présidentiel par les rebelles Houthis. Le 6 février 2015, Mohammed Ali al-Houthi, cousin du chef de la milice des Houthis Abdul-Malik al-Houthi, prend le pouvoir à la tête d'un Comité révolutionnaire. Le 21 février 2015, Hadi fuit à Aden et se déclare président en exercice trois jours plus tard. Il est le seul reconnu par la communauté internationale. Avec la poursuite de la guerre, à Sanaa est proclamé le 28 juillet 2016 à Sanaa, un Conseil politique suprême. Celui-ci est dirigé par Saleh Ali al-Sammad, lui aussi membre des Houthis. À la mort de celui-ci lors d'un raid aérien saoudien le 19 avril 2018, le houthiste Mehdi Hussein al-Machat lui succède le 23 avril 2018. Cependant, ce nouvel organe exécutif n'est lui aussi pas reconnu par la communauté internationale. Le 7 avril 2022, Rachad al-Alimi succède à Hadi comme président du Conseil de direction présidentiel.
Selon la Constitution du Yémen, il est élu pour sept ans. Avant 2001, le mandat présidentiel était de cinq ans.

## Yémen du Nord

### République arabe du Yémen

#### Président de la République
| Nº | Portrait | Nom (naissance-décès)                         | Début du mandat   | Fin du mandat   | Parti politique | Notes et faits marquants                                                                 |
| -- | -------- | --------------------------------------------- | ----------------- | --------------- | --------------- | ---------------------------------------------------------------------------------------- |
| —  |          | Abdallah al-Salal عبد الله السلال (1917-1994) | 27 septembre 1962 | 5 novembre 1967 | Indépendant     | Président du Conseil de commandement révolutionnaire jusqu'au 31 octobre 1962. Renversé. |
| 1  |          | Abdallah al-Salal عبد الله السلال (1917-1994) | 27 septembre 1962 | 5 novembre 1967 | Indépendant     | Président du Conseil de commandement révolutionnaire jusqu'au 31 octobre 1962. Renversé. |

#### Président du Conseil républicain
| Nº | Portrait | Nom (naissance-décès)                                  | Début du mandat | Fin du mandat | Parti politique | Notes et faits marquants |
| -- | -------- | ------------------------------------------------------ | --------------- | ------------- | --------------- | ------------------------ |
| 1  |          | Abdel Rahman al-Iryani عبد الرحمن الإرياني (1908-1998) | 5 novembre 1967 | 13 juin 1974  | Indépendant     | Renversé.                |

#### Président de la République
| Nº  | Portrait | Nom (naissance-décès)                                                 | Début du mandat | Fin du mandat   | Parti politique                             | Notes et faits marquants                                               |
| --- | -------- | --------------------------------------------------------------------- | --------------- | --------------- | ------------------------------------------- | ---------------------------------------------------------------------- |
| —   |          | Ibrahim al-Hamdi إبراهيم الحمدي (1943-1977)                           | 13 juin 1974    | 11 octobre 1977 | Indépendant                                 | Président du Conseil de commandement jusqu'au 13 juin 1975. Assassiné. |
| 2   |          | Ibrahim al-Hamdi إبراهيم الحمدي (1943-1977)                           | 13 juin 1974    | 11 octobre 1977 | Indépendant                                 | Président du Conseil de commandement jusqu'au 13 juin 1975. Assassiné. |
| —   |          | Ahmed al-Ghachmi أحمد حسين الغشمي (1938/1941-1978)                    | 11 octobre 1977 | 24 juin 1978    | Indépendant                                 | Président du Conseil présidentiel jusqu'au 22 avril 1978. Assassiné.   |
| 3   |          | Ahmed al-Ghachmi أحمد حسين الغشمي (1938/1941-1978)                    | 11 octobre 1977 | 24 juin 1978    | Indépendant                                 | Président du Conseil présidentiel jusqu'au 22 avril 1978. Assassiné.   |
| —   |          | Abdel Karim Abdallah al-Arachi عبد الكريم عبد الله العرشي (1934-2009) | 24 juin 1978    | 18 juillet 1978 | Indépendant                                 | Président du Conseil présidentiel.                                     |
| 4   |          | Ali Abdallah Saleh علي عبدالله صالح (1947-2017)                       | 18 juillet 1978 | 22 mai 1990     | Indépendant, puis Congrès général du peuple | Président du Yémen unifié à partir du 22 mai 1990.                     |
| (4) |          | Ali Abdallah Saleh علي عبدالله صالح (1947-2017)                       | 18 juillet 1978 | 22 mai 1990     | Indépendant, puis Congrès général du peuple | Président du Yémen unifié à partir du 22 mai 1990.                     |

## Yémen du Sud

### République populaire du Yémen du Sud

#### Président de la République
| Nº | Portrait | Nom (naissance-décès)                                   | Début du mandat  | Fin du mandat | Parti politique               | Notes et faits marquants |
| -- | -------- | ------------------------------------------------------- | ---------------- | ------------- | ----------------------------- | ------------------------ |
| 1  |          | Qahtan Mohammed al-Chaabi قحطان محمد الشعبي (1920-1981) | 30 novembre 1967 | 22 juin 1969  | Front de libération nationale | Renversé.                |

### République démocratique et populaire du Yémen

#### Président du Conseil présidentiel
| Nº  | Portrait                  | Nom (naissance-décès)                                | Début du mandat | Fin du mandat    | Parti politique               | Notes et faits marquants |
| --- | ------------------------- | ---------------------------------------------------- | --------------- | ---------------- | ----------------------------- | ------------------------ |
| 1   |                           | Salem Ali Robaye سالم ربيع علي (1934-1978)           | 23 juin 1969    | 26 juin 1978     | Front de libération nationale | Renversé et assassiné.   |
| 2   |                           | Ali Nasser Mohamed علي ناصر محمد الحسني (né en 1939) | 26 juin 1978    | 27 décembre 1978 | Front de libération nationale | Renversé.                |
| (2) | Parti socialiste yéménite | Ali Nasser Mohamed علي ناصر محمد الحسني (né en 1939) | 26 juin 1978    | 27 décembre 1978 |                               | Renversé.                |

#### Président du Conseil suprême du peuple
| Nº | Portrait | Nom (naissance-décès)                                      | Début du mandat  | Fin du mandat   | Parti politique           | Notes et faits marquants |
| -- | -------- | ---------------------------------------------------------- | ---------------- | --------------- | ------------------------- | --- |
| 1  |          | Abdel Fattah Ismaïl عبد الفتاح إسماعيل الجوفي (1939-1986)  | 27 décembre 1978 | 21 avril 1980   | Parti socialiste yéménite | Renversé. |
| 2  |          | Ali Nasser Mohamed علي ناصر محمد الحسني (né en 1939)       | 21 avril 1980    | 24 janvier 1986 | Parti socialiste yéménite | Renversé. |
| 3  |          | Haider Aboubaker al-Attas حيدر أبو بكر العطاس (né en 1939) | 24 janvier 1986  | 22 mai 1990     | Parti socialiste yéménite | Dernier chef de l'État du Yémen du Sud, Ali Abdallah Saleh lui succède le 22 mai 1990 en tant que président du Yémen unifié. |

### République démocratique du Yémen(non reconnue par la communauté internationale)

#### Président de la République
| Nº | Portrait | Nom (naissance-décès)                          | Début du mandat | Fin du mandat  | Parti politique           | Notes et faits marquants                                                             |
| -- | -------- | ---------------------------------------------- | --------------- | -------------- | ------------------------- | ------------------------------------------------------------------------------------ |
| —  |          | Ali Salem al-Beidh علي سالم البيض (né en 1939) | 21 mai 1994     | 7 juillet 1994 | Parti socialiste yéménite | État non reconnu internationalement, mis en place lors de la guerre civile de 1994 . |

### Conseil de transition du Sud(non reconnu par la communauté internationale)

#### Président du Conseil présidentiel
| Nº | Portrait | Nom (naissance-décès)                            | Début du mandat | Fin du mandat | Parti politique  | Notes et faits marquants                                                           |
| -- | -------- | ------------------------------------------------ | --------------- | ------------- | ---------------- | ---------------------------------------------------------------------------------- |
| —  |          | Aïdarous al-Zoubaïdi عيدروس الزبيدي (né en 1967) | 11 mai 2017     | en fonction   | Mouvement du Sud | Proclame un Conseil de transition au Yémen du Sud. Non reconnu internationalement. |

## République du Yémen (Yémen unifié)

### Présidents de la République
| Nº  | Portrait         | Nom (naissance-décès)                                 | Début du mandat | Fin du mandat | Parti politique           | Notes et faits marquants |
| --- | ---------------- | ----------------------------------------------------- | --------------- | --- | ------------------------- | --- |
| —   |                  | Ali Abdallah Saleh علي عبدالله صالح (1947-2017)       | 22 mai 1990     | 25 février 2012 | Congrès général du peuple | Président du Conseil présidentiel jusqu'en octobre 1994. Précédemment président du Yémen du Nord. Quitte le pouvoir après la révolution yéménite, en 2011-2012. |
| 1   |                  | Ali Abdallah Saleh علي عبدالله صالح (1947-2017)       | 22 mai 1990     | 25 février 2012 | Congrès général du peuple | Président du Conseil présidentiel jusqu'en octobre 1994. Précédemment président du Yémen du Nord. Quitte le pouvoir après la révolution yéménite, en 2011-2012. |
| —   |                  | Abdrabbo Mansour Hadi عبد ربه منصور هادي (né en 1945) | 4 juin 2011     | 23 septembre 2011 | Congrès général du peuple | Vice-président, assure l'intérim après l'attaque du palais présidentiel et le transfert de Saleh à Riyad, pour y être soigné.                                   |
| (—) | 23 novembre 2011 | Abdrabbo Mansour Hadi عبد ربه منصور هادي (né en 1945) | 25 février 2012 | Saleh lui transfère le pouvoir après un accord sous l'égide du Conseil de coopération du Golfe. Assure intérim jusqu'à la présidentielle de février 2012 ; Saleh demeure « président honoraire ». | Congrès général du peuple | |
| 2   | 25 février 2012  | Abdrabbo Mansour Hadi عبد ربه منصور هادي (né en 1945) | 7 avril 2022    | Unique candidat, élu pour un mandat transitoire de deux ans, prolongé ensuite d'un an en 2014, soit jusqu'au 25 février 2015. C'est aussi le premier président issu du sud du pays. Démissionne après la prise de son palais présidentiel par les Houthis. Après sa fuite de résidence surveillée le 21 février 2015, il se rend à Aden puis retire sa démission le 24 du même mois. En exil en Arabie saoudite de mars à septembre 2015. | Congrès général du peuple | |

### Chef de l'État (non reconnu par la communauté internationale)
| Nº | Portrait | Nom (naissance-décès)                               | Début du mandat | Fin du mandat | Parti politique | Notes et faits marquants |
| -- | -------- | --------------------------------------------------- | --------------- | ------------- | --------------- | --- |
| —  |          | Mohammed Ali al-Houthi محمد علي الحوثي (né en 1979) | 6 février 2015  | 14 août 2016  | Ansar Allah     | Membre des Houthis, prend le pouvoir de facto deux semaines après la démission de Hadi. Chef de l'État de facto en tant que président du Comité révolutionnaire. Non reconnu internationalement. |

### Président duConseil politique suprême(non reconnu par la communauté internationale)
| Nº | Portrait | Nom (naissance-décès)                                 | Début du mandat | Fin du mandat | Parti politique | Notes et faits marquants                                                                                                   |
| -- | -------- | ----------------------------------------------------- | --------------- | ------------- | --------------- | --- |
| —  |          | Saleh Ali al-Sammad صالح علي الصماد (1979-2018)       | 14 août 2016    | 19 avril 2018 | Ansar Allah     | Membre des Houthis, élu par le Conseil politique suprême. Non reconnu internationalement. Tué par un raid aérien saoudien. |
| —  |          | Mehdi Hussein al-Machat مهدي حسين المشاط (né en 1986) | 25 avril 2018   | en fonction   | Ansar Allah     | Membre des Houthis. Par intérim jusqu'au 24 décembre 2018. Non reconnu internationalement.                                 |

### Président du Conseil de direction présidentiel
| Nº | Portrait | Nom (naissance-décès)                          | Début du mandat | Fin du mandat | Parti politique           | Notes et faits marquants                         |
| -- | -------- | ---------------------------------------------- | --------------- | ------------- | ------------------------- | ------------------------------------------------ |
| —  |          | Rachad al-Alimi رشاد محمد العليمي (né en 1954) | 7 avril 2022    | en fonction   | Congrès général du peuple | Hadi lui transfère ses pouvoirs le 7 avril 2022. |